# Heliodor d'Atenes
Heliodor d'Atenes (en llatí Heliodorus, Ἡλιόδωρος) fou un poeta grec escriptor de tragèdies, que va escriure un poema titulat  ἀπολυτικά (Absolucions), del qual Galè en cita alguns versos que tracten sobre els verins (De Antidotus. 2.7, vol. 14. p. 145).